# Stolle Sanitätshaus
Das Stolle Sanitätshaus GmbH & Co. KG ist ein norddeutsches Sanitätshaus, das 1963 im Allgemeinen Krankenhaus Hamburg-Barmbek in Hamburg gegründet wurde. Gründer und Namensgeber war Herbert D. Stolle. Seit 1963 ist das Sanitätshaus Stolle Dienstleister für die Versorgung mit orthopädischen Hilfsmitteln, Rehabilitationstechnik, sowie Pflege- und Alltagshilfsmitteln. Rund 400 Mitarbeiter arbeiten in zwei Dienstleistungszentren in Hamburg und Schwerin. Über das Filialnetz ist Stolle mit 27 Filialgeschäften in Hamburg Schleswig-Holstein und Mecklenburg-Vorpommern vertreten. Anfang 2017 wurde das Unternehmen Incort übernommen. Gemeinsam mit der Apollon Medizin Beteiligungs SE wurde das Unternehmen Orthopädietechnik Hamburg gegründet.

## Geschichte
Herbert D. Stolle gründete 1963 den Betrieb mit der Übernahme und Leitung der orthopädischen Werkstatt des Allgemeinen Krankenhauses Hamburg-Barmbek. Eine Tochtergesellschaft, die inzwischen mehr als 80 Mitarbeiter beschäftigt, wurde 1990 in Schwerin gegründet. Aus der hausinternen Werkstatt der orthopädischen Klinik in Schwerin entwickelte sich eine Zweigniederlassung am Standort Schwerin, welche mittlerweile das größte Dienstleistungsunternehmen dieser Branche in Mecklenburg-Vorpommern ist. Bis 1994 entwickelte sich aus der Keimzelle der ersten orthopädischen Werkstatt in Barmbek ein Hamburger Unternehmen mit heute rund 400 Mitarbeitern. Die Aktivitäten werden seit 1994 aus dem Dienstleistungszentrum in Hamburg-Farmsen gesteuert. Seit 1997 wurde das Dienstleistungszentrum in Hamburg-Farmsen, die Filialen sowie das Tochterunternehmen der Stolle-Gruppe in Schwerin nach ISO 9001 und EN 46001 (bzw. ISO 13485, Nachfolger von EN 46001) zertifiziert. Das Hamburger Sanitätshaus "Gelbenegger" schloss sich 1999 der Stolle-Gruppe an, das die Verwaltung an das Dienstleistungszentrum in Hamburg-Farmsen abgibt.
Der Onlineshop Stolle24 zunächst unter dem Namen Reha-Technik 24 eröffnet. Im Jahre 2010 das Sanitätshaus Stolle das zahlenmäßig größte Sanitätshaus in Hamburg. Der Landesverband Mecklenburg-Vorpommern des Bundesverbandes mittelständische Wirtschaft zeichnet das Sanitätshaus mit dem Gesundheitspreis aus. 2013 wurde in Schwerin ein Rehalogistikzentrum eröffnet.

## Leistungsübersicht
Das Sortiment reicht von Krankenpflegeartikel über Orthopädie-Technik mit Orthesen und Prothesen bis hin zu Rehabilitationstechnik.

## Patente, Initiativen, Studien
Das Sanitätshaus hat mit dem Gründer Herbert D. Stolle und Mathias Brüning den Bürostuhl Duo-Back nach orthopädischen Maßgaben entwickelt und erstmals patentieren lassen. Gebaut wurde dieser Bürostuhl von dem Unternehmen Rohde und Grahl, welches diesen heute noch herstellt.
Im Jahre 1996 wurde eine Nachtlagerungs-Fußschiene zum Gebrauchsmuster angemeldet.
Der Thieme Verlag Stuttgart verlegte das Buch Technische Kinderorthopädie von R. Bernbeck, J. Pramschiefer, H. D. Stolle, das unter anderem vom Gründer Herbert D. Stolle und dem ehemaligen Geschäftsführer Jürgen Pramschiefer verfasst wurde. Dies ist ein Werk, das noch heute zur Standardliteratur in der Kinderorthopädie gehört und zitiert wird.
Im Lymphnetz Hamburg e. V. ist Stolle eines der Gründungsmitglieder, unter anderem zusammen mit Altheide, Münter und Gottlieb. In Zusammenarbeit mit Altheide, Gottlieb und dem Lymphnetz Hamburg e. V. sind unter anderem klinische Studien zur Versorgung chronischer Wunden gemacht worden.
Für Brustkrebs-Betroffene veranstaltet Stolle spezielle Bade- und Dessous-Modeschauen.

## Sponsoring
Stolle sponsert die BG Baskets, den Triathlon in Norderstedt, das Norderstedt Radrennen, den Schweriner Schlossmarathon, den Fußball Frauensportverein FSV 02 Schwerin e. V., als Premium-Sponsor den FC Eintracht Schwerin, den Hamburger SV und den FC St. Pauli.
In den vergangenen Jahren sponserte Stolle auch das Vitalforum Hamburg 2012, die Bundesgartenschau 2009 in Schwerin, die Landesgartenschau Norderstedt 2011 und die Internationale Gartenschau 2013. Die Vitalwelten von Stolle sponsern weiterhin noch die Lübeck Cougars.